# Silvia (canção)
Silvia é uma canção composta por Marcelo Nova e Robério Santana, gravada ao vivo em um show realizado no Caiçara Music Hall, em Santos, no dia 8 de março de 1986, utilizando-se da unidade móvel dos Estúdios nas Nuvens, do Rio de Janeiro, e mixada nos Estúdios Mosh, em São Paulo. A composição iniciou a partir de uma brincadeira da banda em cima de "Sorrow", canção dos The McCoys regravada por David Bowie. Foi lançada como parte do álbum ao vivo Viva, da banda Camisa de Vênus, em julho de 1986.